# Паули, Густав
Теодо́р Гу́став Па́ули (нем. Theodor Gustav Pauli; 2 февраля 1866, Бремен — 8 июля 1938, Мюнхен) — немецкий историк искусства, директор музеев в Бремене и Гамбурге.

## Биография
Теодор Густав Паули в семье мэра Бремена Альфреда Паули (1827—1915); Густав окончил бременскую гимназию и изучал историю искусств в Страсбургском, Лейпцигском и Базельском университетах — совершил учебную поездку по Италии, Бельгии и Голландии. В 1889 году в Лейпциге он получил степень кандидата наук за работу о Ренессансе. После пребывания в Швейцарии, Паули в 1894/1895 учебном году работал библиотекарем в дрезденском Гравюрном кабинете. В 1905 году он стал директором Бременской картинной галереи — активно приобретал работы современных ему авторов, включая Клода Моне, Эдуарда Мане и Макса Слефогта. В 1911 году покупка Паули работы ван Гога вызвала скандал.
В 1914 году Густав Паули был назначен директором Гамбургского кунстхалле: расширил коллекцию, включив в неё экспрессионистов Оскара Кокошку и Франца Марка. В сентябре 1933 года Паули был уволен национал-социалистами, тем не менее, 11 ноября он был среди более 900 учёных и преподавателей германских университетов и вузов, подписавших «Заявление профессоров о поддержке Адольфа Гитлера и национал-социалистического государства».

## Труды
- Gainsborough, Künstlermonographie. Verlag von Velhagen & Klasing, Bielefeld, Leipzig, 1904.
- Venedig, Reihe berühmte Kunststätten No. 2, 3. durchgesehene Auflage. Verlag E. U. Seemann, Leipzig 1906.
- Philipp Otto Runge. Bilder und Bekenntnisse. Herausgegeben und eingeleitet von Gustav Pauli. Furche-Verlag, Berlin, 1918
- Die Kunst und die Revolution, Verlag Bruno Cassirer, Berlin, 1921
- Alfred Lichtwark, Briefe an die Kommission für die Verwaltung der Kunsthalle, Herausgegeben von Gustav Pauli, Verlag Georg Westermann, Hamburg, 1923
- «Führer durch die Galerie der Kunsthalle Hamburg — I. Die Neueren Meister», Verlag der «Freunde der Kunsthalle». e.V. zu Hamburg, 1924
- Die Kunsthalle zu Hamburg 1914—1924. Bericht über die letzten zehn Jahre der Verwaltung, Trautmann Verlag, Hamburg, 1925
- Die Hamburger Meister der guten alten Zeit, Hyperion Verlag, München, 1925
- Die Kunst des Klassizismus und der Romantik, Propyläen Verlag, Berlin, 1925
- Gustav Pauli zum 65. Geburtstage am 2. Februar 1931. (Überreicht von Freunden Gustav Paulis) Hamburg 1931
- Paula Modersohn-Becker, Kurt Wolff Verlag Leipzig 1919
- Erinnerungen aus sieben Jahrzehnten, Wunderlich Verlag, Tübingen, 1936

## Память
В 1957 году в честь Густава Паули была названа площадь Густав-Паули-плац в Бремене.